# Arkadiusz Telesiński
Arkadiusz Marcin Telesiński (ur. 23 października 1978 w Szczecinie) – polski profesor nauk rolniczych, specjalista w zakresie ochrony środowiska i biochemii gleb, nauczyciel akademicki

## Życiorys
Arkadiusz Telesiński jest absolwentem Liceum Ogólnokształcącego nr 14 w Szczecinie. Po maturze studiował na Wydziale Kształtowania Środowiska i Rolnictwa Akademii Rolniczej w Szczecinie, otrzymując w 2002 dyplom magistra inżyniera ochrony środowiska. Ukończył także studia matematyczne na Uniwersytecie Szczecińskim z dyplomem magistra matematyki o specjalności zastosowania matematyki. Bezpośrednio po studiach rolniczych podjął studia doktoranckie na Akademii Rolniczej w Szczecinie. W 2003 został zatrudniony na macierzystym Wydziale w Katedrze Biochemii, gdzie przeszedł wszystkie szczeble kariery akademickiej, począwszy od specjalisty inżynieryjno-technicznego (2003-2006), asystenta (2006-2007), adiunkta (2007-2013) i profesora (od 2019). W 2006 uzyskał stopień naukowy doktora nauk rolniczych w dyscyplinie kształtowanie środowiska, specjalności ochrona środowiska na podstawie wyróżnionej rozprawy Oddziaływanie zanieczyszczeń pestycydami na przemiany biochemiczne w glebie i roślinie, której promotorem była prof. dr hab. Janina Nowak. W 2013 Instytut Technologiczno-Przyrodniczy w Falentach nadał mu stopień naukowy doktora habilitowanego nauk rolniczych w dyscyplinie ochrona i kształtowanie środowiska, specjalności biochemia gleb na podstawie oceny  dorobku naukowego i monografii Zmiany parametrów biochemicznych i toksykologicznych gleb pod wpływem 1-alkilo-3-metyloimidazoliowych cieczy jonowych. W 2019 został profesorem nauk rolniczych – tytuł ten nadał Prezydent RP postanowieniem z dnia 25.02.2019. 

## Praca naukowa
Arkadiusz Telesiński prowadzi badania nad możliwością zastosowania parametrów biochemicznych gleb i roślin uprawnych do oceny jakości środowiska przyrodniczego, wykorzystania dodatków modyfikacyjnych w ograniczeniu oddziaływania różnego rodzaju zanieczyszczeń na środowisko glebowe, akumulacji i ekotoksycznego oddziaływania związków fluoru, a także oceny zmian parametrów stresu oksydacyjnego i zawartości substancji biologicznie czynnych w roślinach uprawnych w wyniku występowania różnych niesprzyjających warunków środowiska. Dorobek naukowy Arkadiusza Telesińskiego obejmuje łącznie 121 pozycji, w tym 115 oryginalnych prac naukowych. Profesor Telesiński brał udział w realizacji trzech grantów finansowanych ze środków MNiSW. Był promotorem prac magisterskich, inżynierskich oraz recenzentem wielu prac badawczych realizowanych na Wydziale i poza nim, w tym trzech prac doktorskich oraz jednej pracy habilitacyjnej. Wypromował dwóch doktorów i jest opiekunem trzech kolejnych doktorantów. Jest członkiem Polskiego Towarzystwa Biochemicznego, Polskiego Towarzystwa Magnezologicznego, Polskiego Towarzystwa Nauk Ogrodniczych, Polskiego Towarzystwa Gleboznawczego i Międzynarodowej Unii Towarzystw Gleboznawczych, a także Polskiego Towarzystwa Matematycznego.

## Praca dydaktyczna
Arkadiusz Telesiński prowadził lub prowadzi wykłady, zajęcia audytoryjne i ćwiczenia laboratoryjne na kierunkach studiów: rolnictwo, ogrodnictwo, ochrona środowiska, architektura krajobrazu, odnawialne źródła energii, gospodarka przestrzenna, uprawa winorośli i winiarstwo, biotechnologia, biologia, rybactwo, technologia żywności i żywienie człowieka. W latach 2010–2013 prowadził wykłady z przedmiotu farmakognozja na I i II roku Wydziału Farmaceutycznego w Pierwszym Policealnym Studium Medycznym „Dental” w Szczecinie.  Od 2018 jest także nauczycielem matematyki w Technikum Technologii Cyfrowych w Szczecinie. 

## Praca organizacyjna
W dwóch kadencjach w latach 2012-2016 i 2016-2020 był prodziekanem, a od 2020 do 2024 – Dziekanem Wydziału Kształtowania Środowiska i Rolnictwa Zachodniopomorskiego Uniwersytetu Technologicznego w Szczecinie. Od 2016 jest  członkiem Senatu Uczelni. Był rzecznikiem dyscyplinarnym ds. studenckich (2009–2012), zastępca przewodniczącego (2010–2012), a następnie przewodniczącym wydziałowej komisji rekrutacyjnej (2012-2019), członkiem rad programowych kierunków architektura krajobrazu oraz gospodarka przestrzenna, a także członkiem wielu wydziałowych komisji i zespołów. Był również przewodniczącym lub członkiem komitetów organizacyjnych oraz naukowych krajowych i międzynarodowych konferencji.  
Od 1 października 2024 jest prorektorem ds. studenckich Zachodniopomorskiego Uniwersytetu Technologicznego w Szczecinie w kadencji 2024-2028.

## Ważniejsze publikacje
- Effect of Azoprim 50 WP and Isoturon 500 SC on the adenylate energetic charge of soil and the composition of soil microflora. J. Plant Diseas. Protect. 2006, suppl. (wsp. Andrzej Nowak, Janina Nowak, Krystyna Przybulewska, Magdalena Błaszak, Dariusz Kłódka)[10]
- Effect of soil salinity on activity of antioxidant enzymes and content of ascorbic acid and phenols in bean (Phaseolus vulgaris L.) plants. J. Elementol. 2008, 13(3), s. 401-409 (wsp. Janina Nowak, Beata Smolik, Anna Dubowska, Natalia Skrzypiec)[11]
- The effect of salinity-sodicity and glyphosate formulations - Avans Premium 360 SL on phosphomonoesterase activities in sandy loam. J. Ecol. Eng. 2016, 17(1), s. 77-81 (wsp. Maciej Płatkowski)[12]
- Response of soil phosphatases to three different ionic liquids with hexafluorophosphate anion. J. Ecol. Eng. 2017, 18(2), s. 86-91 (wsp. Martyna Śnioszek, Robert Biczak, Barbara Pawłowska)[13]
- Effect of fluoride and bentonite on biochemical aspects of oxidative stress in Pisum sativum L. J. Ecol. Eng. 2018, 19(2), s. 164-171 (wsp. Martyna Śnioszek,  Beata Smolik, Helena Zakrzewska)[14]
- Use of phosphatase and dehydrogenase activities in the assessment of calcium peroxide and citric acid effects in soil contaminated with petrol. Open Life Sci. 2020, 15(1), s. 12-20 (wsp. Kornel Curyło)[15]
- Five-year enhanced natural sttenuation of historically coal-tar-contaminated soil: analysis of polycyclic aromatic hydrocarbon and phenol contents. Int. J. Environm. Res. Public Health 2021, 18(5), s. 2265[16] (wsp. Anna Kiepas-Kokot)

## Nagrody i odznaczenia
- Nagroda zespołowa III° Rektora Akademii Rolniczej w Szczecinie za osiągnięcia naukowe (2007, 2008)
- Nagroda zespołowa za osiągnięcia naukowe II° Rektora Zachodniopomorskiego Uniwersytetu Technologicznego w Szczecinie  (2009)
- Nagroda indywidualna za osiągnięcia naukowe II° Rektora Zachodniopomorskiego Uniwersytetu Technologicznego w Szczecinie  (2012)
- Nagroda indywidualna za osiągnięcia naukowe I° Rektora Zachodniopomorskiego Uniwersytetu Technologicznego w Szczecinie (2017)[17]
- Nagroda indywidualna za osiągnięcia naukowe III° Rektora Zachodniopomorskiego Uniwersytetu Technologicznego w Szczecinie (2019)[18]
- Nagrody organizacyjne Rektora Zachodniopomorskiego Uniwersytetu Technologicznego w Szczecinie (2009-2012)
- Medal Komisji Edukacji Narodowej (2021)[19]
- Tytuł Nauczyciela Roku Województwa Zachodniopomorskiego w kategorii Nauczyciel Szkoły Ponadpodstawowej w Plebiscycie Edukacyjnym 2021[20][21]